# Hemeroplanes ornatus
Hemeroplanes ornatus Rothschild, 1894 è un lepidottero appartenente alla famiglia Sphingidae, diffuso in America Centrale e Meridionale.

## Descrizione

### Adulto
La colorazione di fondo della pagina superiore dell'ala anteriore è marroncina, simile a quella di H. longistriga, con geometrie tra il rosso scuro ed il verde-grigiastro. Anche qui il termen appare fortemente inciso, e si nota una fascia marrone più scura che corre diagonalmente dalla parte subapicale della costa, fino al terzo prossimale del margine posteriore, in corrispondenza della nervatura M3. La macchia argentata posta in prossimità della cellula discale, tipica del genere Hemeroplanes, qui è solo lievemente biforcata, con braccio posteriore appena abbozzato, e misura solo 3-3,5 mm.

La pagina inferiore è quasi completamente campita di un color nocciola pallido, che va via via stemperandosi in un rosso un po' più vivo a livello postmarginale, mentre il termen risulta irregolarmente beige.

La pagina superiore dell'ala posteriore, che è più arrotondata, risulta rossiccia a livello basale, mentre tende ad un colore più sbiadito nella fascia submarginale posteriore; il termen è pure dentellato e con angolo anale ben definito. Ventralmente assume colorazioni assimilabili all'ala anteriore.

Il capo è provvisto di cresta mediana ed occhi sviluppati e seminascosti. A livello boccale si notano i pilifer con funzione uditiva.

Le antenne sono lunghe, sottili, non clavate e leggermente uncinate alle estremità, con lunghezza pari a circa la metà della costa.

Il torace è bruno-grigiastro, più scuro ai lati, ma ventralmente si stempera in un marroncino alquanto chiaro.

L'addome si mostra brunastro e simile a quello di H. longistriga, ma con la fascia dorsale longitudinale di color verde spento, e gli anelli trasversali gialli che qui sono ridotti ad una serie di strette macchie dorsali; lateralmente i tergiti risultano quasi neri, come in H. diffusa.

Nel genitale maschile, l'arpa appare molto più lunga di quanto visibile in H. triptolemus, con una forma affine a quella di H. diffusa.

In generale, i due sessi appaiono alquanto simili, sia nella livrea del recto, sia in quella del verso.

L'apertura alare è di 83 mm nel maschio e 115 mm nella femmina.

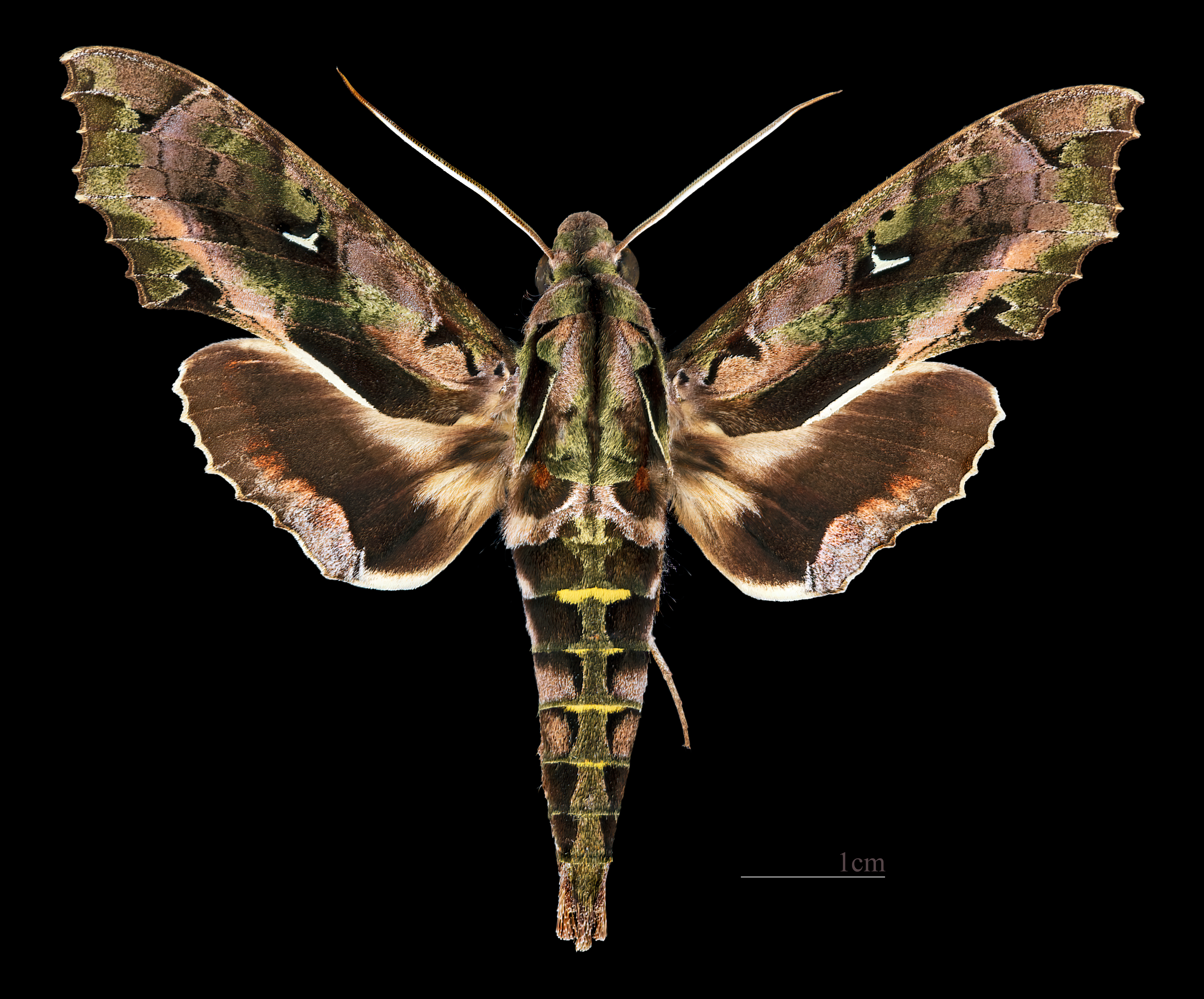
Hemeroplanes ornatus ♂
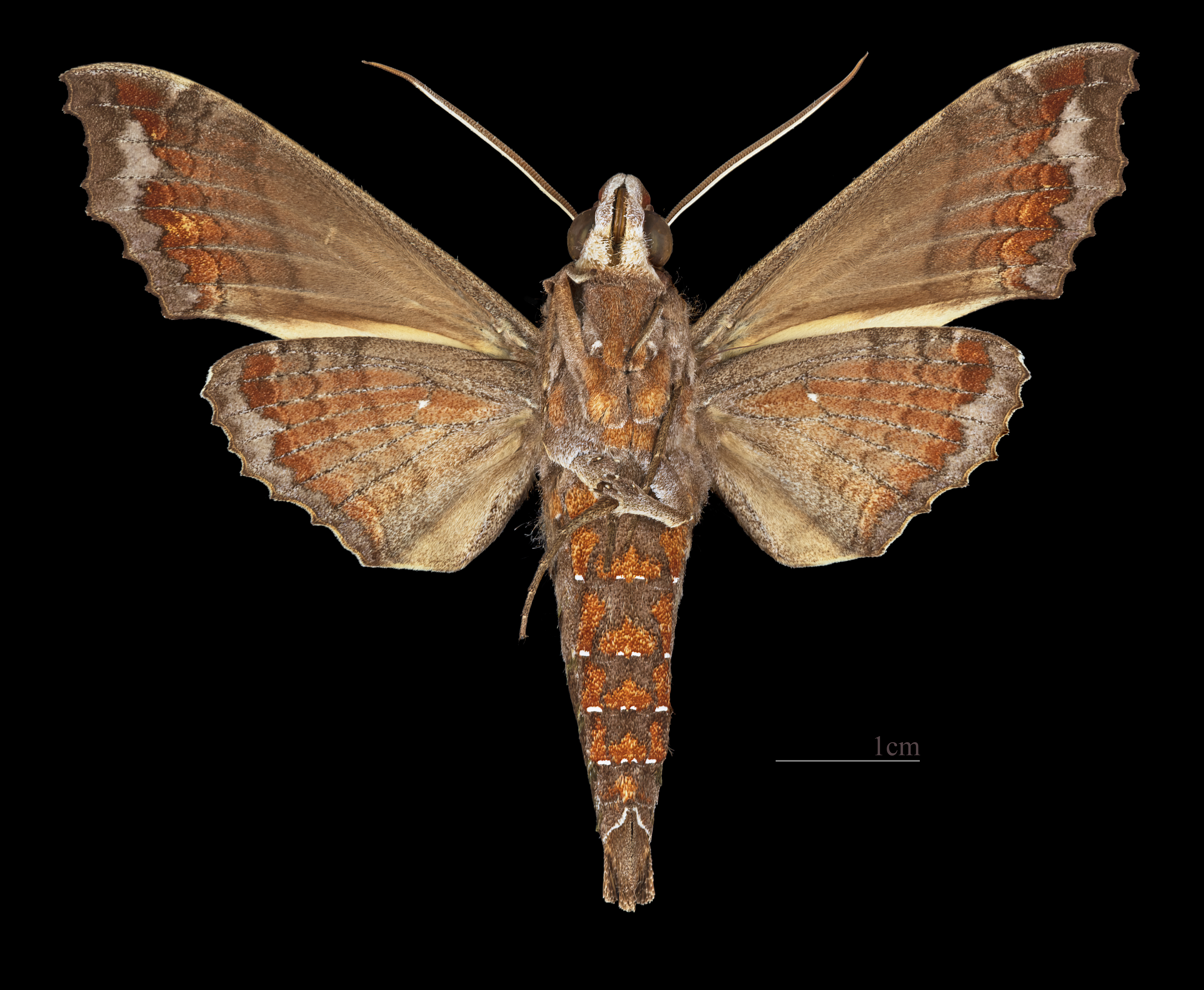
Hemeroplanes ornatus ♂  △
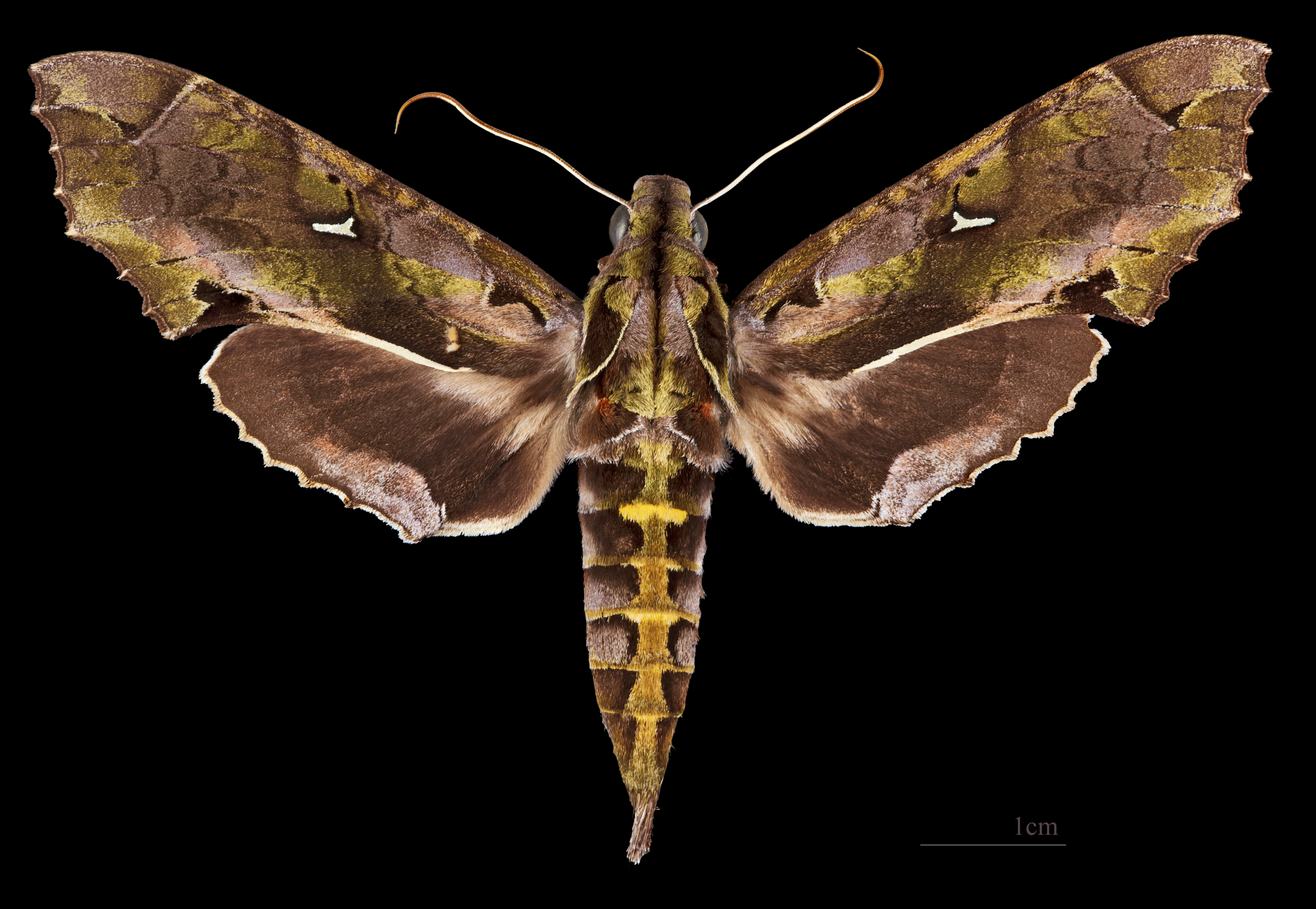
Hemeroplanes ornatus ♀
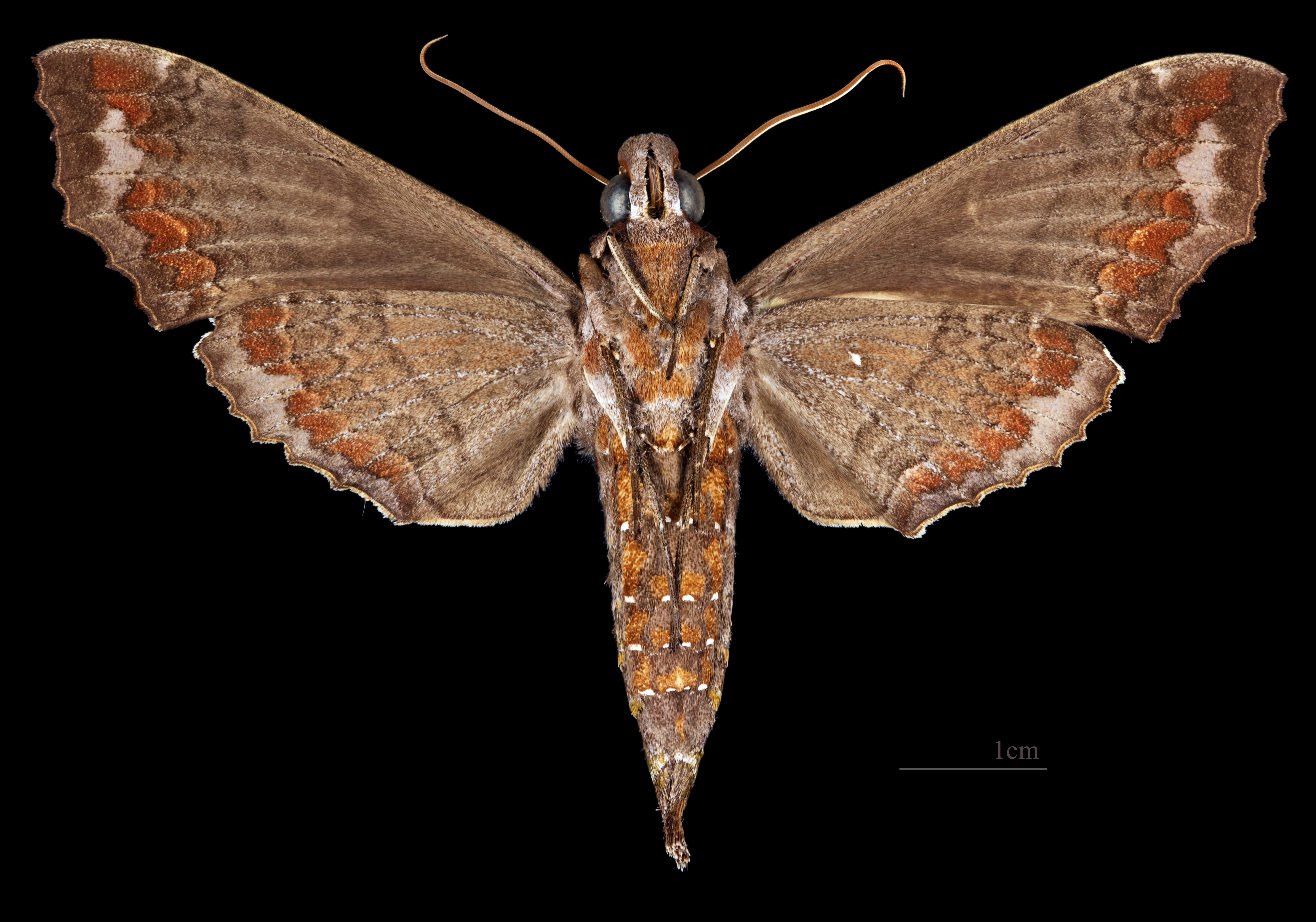
Hemeroplanes ornatus ♀  △

### Larva
Il bruco è verdastro, con il capo piccolo e schiacciato, ed i segmenti toracici allargati; l'addome appare invece più stretto e dorsalmente piatto; non è presente il cornetto caudale sull'ottavo urotergite. La forma della larva, unitamente alla colorazione aposematica, ricorda molto quella di alcuni ofidi viperidi appartenenti al genere Bothrops Wagler, 1824, presenti su areali sovrapponibili con quello di questo taxon; infatti se il bruco viene disturbato, ritrae il capo nei primi segmenti toracici, che si rigonfiano, e si solleva sulle ultime pseudozampe, così da sembrare una vipera in procinto di attaccare; in tal modo riesce spesso ad allontanare l'eventuale aggressore.

### Pupa
Le crisalidi appaiono nerastre, lucide e con un cremaster poco sviluppato; si rinvengono entro bozzoli sericei posti negli strati superficiali della lettiera del sottobosco.

## Distribuzione e habitat

Localizzazione geografica del Venezuela, locus typicus della specie

L'areale di questa specie è esclusivamente neotropicale, comprendendo il Messico, il Belize, il Guatemala, la Costa Rica, il Venezuela (locus typicus), il Brasile (dal Pará fino al Rio de Janeiro), il Perù, l'Ecuador e la Bolivia.
L'habitat è rappresentato da foreste tropicali e sub-tropicali, dal livello del mare fino a modeste altitudini.

## Biologia
Questo lepidottero mostra abitudini principalmente notturne. Durante l'accoppiamento, le femmine richiamano i maschi grazie ad un feromone rilasciato da una ghiandola posta all'estremità addominale.

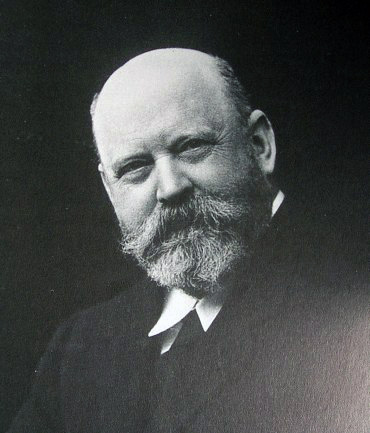
Lo zoologo britannico Lionel Walter Rothschild, che descrisse la specie nel 1894

### Periodo di volo
La specie è bivoltina, con una generazione tra gennaio e febbraio ed un'altra tra giugno e luglio.

### Alimentazione
I bruchi si alimentano sulle foglie di Fischeria panamensis Spellman (Apocynaceae).

## Tassonomia

### Sottospecie
Non sono state descritte sottospecie.

### Sinonimi
Non sono stati riportati sinonimi: